# Samuel Donder
Samuel Donder (zmarł po 1914 r.) — mazurski działacz oświatowy, poeta ludowy oraz korespondent i propagator biblioteczek Towarzystwa Czytelni Ludowych. 
Urodził się we wsi Lipińskie, w powiecie piskim. W latach 1882–1884 współpracował z „Gazetą Lecką”, do której pisywał wierszowane korespondencje. Poruszał w nich problem germanizacji szkolnictwa, migracji zarobkowej Mazurów do niemieckiej Westfalii. W 1884 roku rozpoczął współpracę z Janem Karolem Sembrzyckim, który wydawał czasopismo „Mazur”. Po upadku „Mazura” Samuel Donder pisywał swoje artykuły i wiersze do „Mazura Wschodnio-Pruskiego” redagowanego również przez Sembrzyckiego oraz kolejno do ełckiej „Gazety Ludowej” (od 1896) i do szczycieńskiego „Mazura” (od 1906 roku). 
Był aktywnym działaczem Mazurskiej Partii Ludowej. Występował przeciwko antypolskim wystąpieniom, choć jego działalność ograniczała się do pozyskiwania jak największego poparcia mazurskich działaczy z MPL w wyborach do Sejmu Pruskiego i pielęgnowania kulturalnej spuścizny Mazurów. Nie opowiadał się za powstaniem niezależnego państwa polskiego. 
Jego bratem był Jan Donder, również poeta i publicysta, a przede wszystkim działacz oświatowy.